# Đồ chơi mô hình
Đồ chơi mô hình là một loại đồ chơi mô phỏng theo các vật dụng, thiết bị thật, được thu nhỏ theo tỷ lệ. Dù phần lớn đồ chơi mô hình chỉ mô phỏng theo hình dáng chi tiết mà không mô phỏng hoạt động (gọi là mô hình tĩnh) hoặc chỉ hoạt động một phần, vẫn có một bộ phận đồ chơi mô hình không chỉ mô phỏng hình dáng mà còn có thể mô phỏng hoạt động của vật mà nó mô phỏng (gọi là mô hình động).

## Lịch sử
Mô hình tĩnh được sản xuất rất sớm vào thế kỷ 20 bởi 2 nhà sản xuất MeccanoDinky Toys) ở Anh và Dowst Brothers (Tootsietoys) ở Mỹ. Những mẫu mô hình đầu tiên được bày bán rất đơn giản, gồm có những chiếc xe nhỏ chỉ có chi tiết bên ngoài mà k0 có các chi tiết bên trong. Vào những ngày đầu tiên này, 1 vấn đề đặt ra là hợp kim Zamak k0 được tốt, và chính điểu đó đã làm cho những mẫu mô hình này k0 được bền, các mô hình có thể tự gãy hoặc nứt mà k0 cần tác động bên ngoài. Và thực tế là rất khó để có thể tìm được 1 mô hình tốt trước thế chiến thứ 2. 
Lesney bắt đầu làm mô hình từ năm 1947. Sản phẩm của ông, Matchbox 1-75 series có tên như vậy vì luốn có 75 chiếc xe khác nhau được đóng gói chung vào những hộp diêm bé xíu. Món đồ chơi này dần trở nên phổ biến và Matchbox được sử dụng rộng rãi đến mức nó được coi là hình mẫu chung của mọi mô hình ô tô của bất cứ hãng sản xuất nào.
Mô hình tĩnh và thú vui sưu tập mô hình tĩnh bắt đầu phát triển vào những năm 50 của thế kỉ 20, khi mà chất lượng và độ tinh xảo đã đượng cải thiện. Chính vì thế, cũng càng ngày càng nhiều các hãng sản xuất nhảy vào mảnh đất màu mỡ này, trong đó có cả nhãn hiệu Corgi, được sản xuất bởi Mettoy- hãng thành lập năm 1956 và là tiên phong trong việc sử dụng nội thất và sử dụng nhựa trong để làm cửa sổ xe cho mô hình.
Năm 1968, Mattel giới thiệu Hot Wheels ở Mỹ, nhằm bác bỏ ý kiến hãng chỉ chú ý đến nhãn hiệu đồ chơi cho con gái(búp bê barbie) mà bỏ bê thị trường đồ chơi cho các cậu bé. Vì trông những chiếc xe toát lên 1 chuyển động nhanh nhẹn (chúng được trang bị 1 tổ hợp các bánh xe ma sát thấp) Hot Wheels nhanh chóng kiếm lời từ việc đánh vào điểm còn thiếu này trên thị trường mô hình tĩnh, từ đó trở thành nhà cung cấp hàng đầu thế giới, thách thức với thương hiệu nổi tiếng Matchbox 1-75 series.
Trong suốt những năm những năm 60, một vài nhà sản xuất đã bắt đầu sử dụng mô hình tĩnh xe cộ để làm công cụ quảng cáo. Ý tưởng rằng trẻ con đóng 1 vái trò khá quan trọng trong quyết định của gia đình như mua hàng hóa j đã mở ra một con đường mới. Thêm vào đó vào những năm 80 đã xuất hiện rất nhiều mô hình tĩnh xe cộ dành cho nhu cầu sưu tầm của người lớn, chứ k0 phải như 1 đồ chơi dành cho trẻ con. Những công ty như McDonald's, Sears Roebuck, Kodak, và Texaco cũng tham gia chế tác đồ chơi nhằm sản xuất những mẫu mang tính xúc tiến, quảng bá và luôn thể hiện nét đặc trưng của hãng như tên, logo, hay giấy phép hoạt động. 1 ví dụ sớm nhất là hãng American Airlines London bus được sản xuất bởi Matchbox, và ý tưởng cũng được vài hãng máy bay khác nhanh chóng làm theo.
Khoảng giữa những thập niên 70, xe tải và những chiếc xe thương mại chiếm 1 thị phần khá lớn trên thị trường. Matchbox mở đường cho xu thế với việc khai thác lại những mẫu của vài năm về trước. Hãng đã ghi điểm bằng những chiếc xe tải sống động đầy màu sắc như Coca-Cola, Colman's Mustard, hay Cerebos Salt. Hãng cũng cung cấp những sản phẩm nhằm xúc tiến cho Smith's Crisps(nhãn hiệu khoai tây) và các gian hàng của Harrod. Có một vài mẫu được sản xuất độc nhất dành riêng cho một vài thị trường nhanh chóng trở nên cực kì đắt giá: Arnott's BiscuitsAustralia) và Sunlight Seife (xà phòng, Đức) là những ví dụ điển hình. (
Corgi đã bắt chước ý tưởng trên khi hãng này phát triển mẫu Corgi Classics vào giữa những năm 80,để sản xuất hơn 50 versions mẫu Thornycroft những năm 20. một số nhà sưu tập có ý xem thg` sự fát triển này chỉ như việc tập hợp màu vẽ, vì những sự rập khuôn là y hệt nhau, chỉ có sự trang trí là khác nhau. Nhưng một số nhà sưu tập khác lại tạo ra thứ mà họ gọi là "quy tắc 10 foot" khi sự thu thập những biến đổi nhỏ của cùng 1 fương tiện biểu lộ tư tưởng (cảm xúc) tuột khỏi lòng bàn tay. Ý kiến đó cho rằng, bạn k0 thể phan biệt 2 versions đó từ khoảng cách 10 feet, thì bạn k0 nên bỏ công sưu tập làm j.
Trái ngược với sự nổi tiếng, rất nhiều nhà sản xuất đã phải phá sản trong những năm 80.Meccano (Dinky), Matchbox, và Corgi đều phá sản trong vòng 3 năm ngắn ngủi, chính là hệ quả tất yếu của nền kinh tế Anh thời bấy giờ. Các nhà sản xuất Anh gần như không thể cạnh tranh nổi trên thị trường quốc tế. Matchbox được mua lại bởi một tổ chức của Hongkong có tên là Universal Holdings. Vài năm sau đó(1997) Mattel mua lại Matchbox, và tất yếu là Hot Wheels và Matchbox 1-75 trở thành hai thương hiệu anh em. Cả hai thương hiệu trên đều hoạt động độc lập với nhau. Trong khi đó, Corgi bị thâu tóm bởi Mattel, hãng vừa chuyển trụ sở từ Swansea, Wales về Leicester, Anh và chuyển sưởng sản xuất về Trung Quốc. Khá lâu sau khi nhà máy ở Liverpool đóng cửa,Matchbox cũng mua thương hiệu Dinky Toys. Ở những dòng sản phẩm sau, ban lãnh đạo của Corgi quyết định mua lại thương hiệu Corgi Classics từ Mattel, và những thương hiệu Matchbox khác được bán cho 1 công ty Australian tên là Tyco (k0 liên quan đến dòng mô hình tàu lửa cỡ HO của Tyco, được làm bởi Mantua Metalworking ở New Jersey, USA)
Được hồi sinh từ đám tro tàn của Matchbox, Lledo- 1 công ty được sáng lập giống như Matchbox trước kia và hợp tác với Jack Odell. Odell tin tưởng rằng vẫn có thể thu được lợi nhuận từ thị trường Anh. Lledo đã tiếp quản 1 nhà máy của Matchbox ở Enfield và giới thiệu sản phẩm "Models of Days Gone" – mẫu mô hình xe cộ vào năm 1983. Những Series đầu tiên của mẫu Days Gone là làm lại những mẫu đã rất được phổ biến và ưa chuộng của những sản phẩm đời thứ nhất hay đời thứ hai của Matchbox. Những mẫu của Lledo rất được ưa chuộng bởi giới sưu tập những năm 80, nhưng đến những năm 90, hãng đã bị lu mờ bởi các hãng sản xuất khác và kết quả là năm 2002 Lledo đã bị phá sản. một nhánh của hãng được mua lại bởi Corgi.

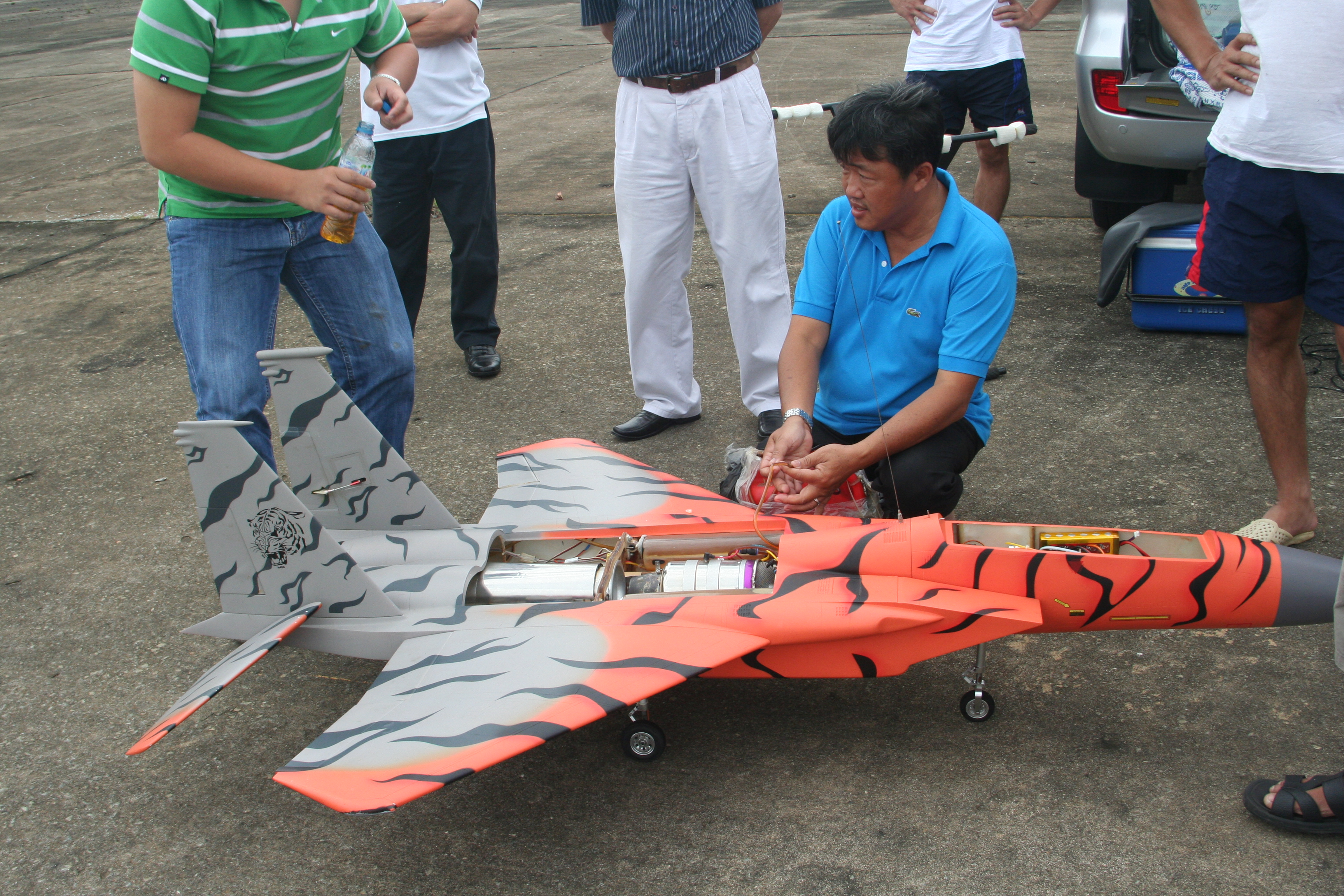
Một người đang chuẩn bị cho mô hình máy bay phản lực thực hiện bay

Thêm vào mảng xe tải, Corgi sản xuất thêm hàng trăm versions mẫu xe bus Routemaster 1/64 trong những năm 80 và 90.Và cũng như những bộ sưu tập khác, mẫu xe này ban đầu cũng chỉ như dòng nước nhỏ, nhưng sau đó nó nhanh chóng trở thành 1 dòng sông lớn. Rất nhiều version được bán độc quyền tại hãng mà có các quảng cáo trên xe bus. Harrods, Selfridges, Gamley's, Hamley's, Army & Navy, Underwood's, and Beatties là những hãng Anh Quốc được thực hiện theo ý tưởng trên. Bên cạnh đó tập đoàn Nam Phi là một trong vài hãng nước ngoài cũng được làm theo cách trên.
Sau đó mẫu xe bus 1/76 cũng trở nên ưa chuộng vào những năm 80 90, do sự cạnh tranh quyết liệt giữa Corgi (the Original Omnibus Company) và Gilbow Holdings (Exclusive First Editions, hay EFE). Mô hình 1/76 cũng giống với cỡ "OO" của mô hình tàu lửa.
Đến năm 1990, NASCAR tham gia và trở thành một ông lớn của mô hình với cá mẫu xe đua và xe tải, được sơn màu sơn của các đội đua khác nhau.
Bên cạnh xe ô tô, xe tải, bus và các thiết bị xây dựng, mô hình hàng không và quân đội cũng rất được ưa chuộng.